# Anja Lauvdal

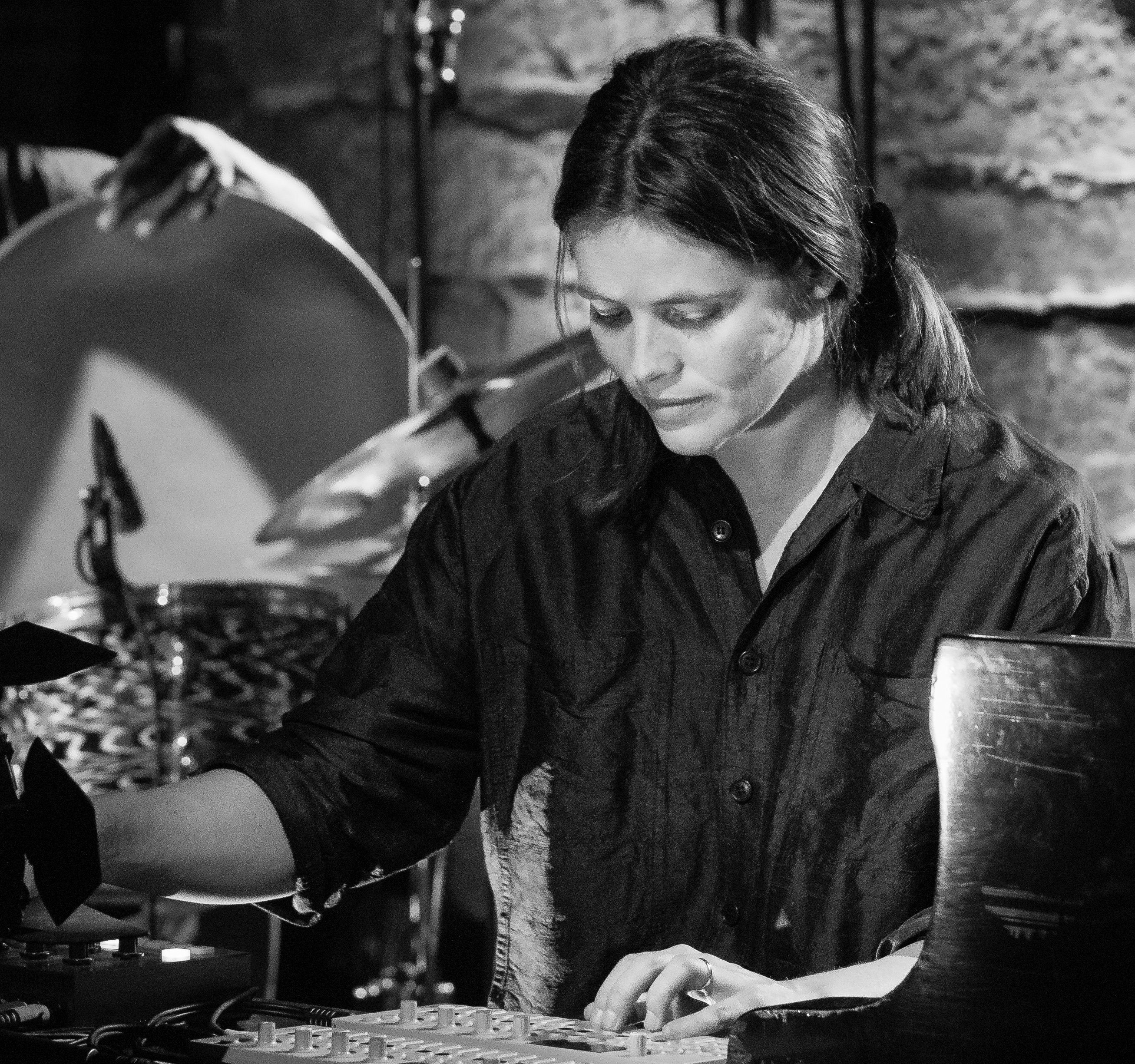
Anja Lauvdal (2022)

Anja Lauvdal (* 1987 in Flekkefjord) ist eine norwegische Jazz- und Improvisationsmusikerin (Klavier, Keyboard, Synthesizer, Komposition).

## Wirken
Lauvdal absolvierte in den 2000er Jahren den Jazzstudiengang am Musikkonservatorium (Institutt for musikk, NTNU) in Trondheim.
Bereits während des Studiums gründete sie mit ihren Kommilitonen Fredrik Luhr Dietrichson (Kontrabass) und Hans Hulbækmo (Schlagzeug) das Trio Moskus, mit dem nach Salmesykkel (2012) bisher vier weitere Alben entstanden. Sie war außerdem Mitglied von Indie-Rock-Gruppen wie Your Headlights Are On und in der vom Shoegazing geprägten Gruppe Snøskred. Im Duo Skrap, das sie mit der Tubistin Heida Karine Jóhannesdóttir Mobeck bildete, veröffentlichte sie 2013 das Album K.O., dem weitere Alben, auch mit dem Trondheim Jazz Orchestra, folgten. 2015 veröffentlichte sie mit der Soul-Pop-Band Broen das Album Yoga, dem weitere Alben folgten.
Nachdem sie nach Oslo gezogen war, wurde Lauvdal Mitglied der dortigen Szene, tourte mit Jenny Hval und spielte auf deren Platten mit. Daneben wirkte sie auf Susanna Wallumrøds Album Triangle (2016) und Sondre Lerches Album Patience (2020) mit. Aufgrund der COVID-19-Pandemie begann sie, alleine zu arbeiten und ihre Improvisationen aufzunehmen. 2022 legte sie als Solistin ihr experimentelles Ambient-Debütalbum From a Story Now Lost bei Smalltown Supersound vor. 2023 folgte Farewell to Faraway Friends Vol 1 & 2. Außerdem spielte sie das Improvisationsalbum Gemstones mit Tony Buck und Ståle Liavik Solberg ein, The Big Bounce mit Heida Mobeck sowie All My Cloths (2022) mit Joakim Heibø. Weiterhin ist sie auf Alben mit Andreas Wildhagen's Spiralis, Eirik Hegdal Eklektisk Samband, Finity, Mummu, Ósk, Propanions, Skadedyr, Skarbø Skulekorps, Sound Horn Ok Please und Spacemusic Ensemble zu hören.

## Preise und Auszeichnungen
Lauvdal erhielt 2011 mit Moskus den Grappas Debutantpris  und 2015 gemeinsam mit Heida Mobeck das Sparebank 1 JazZstipendium.

## Diskographische Hinweise
- Moskus: Ulv Ulv (Hubro 2016)
- Moskus: Mirakler (Hubro 2018)
- From a Story Now Lost (Smalltown Supersound 2022; nominiert für den Spellemannprisen_2022)
- Anja Lauvdal & Joakim Heibø: All My Clothes (Smalltown Supersound 2022)
- Farewell to Faraway Friends Vol 1 & 2 (2023; nominiert für den Spellemannprisen_2023)
- Mari Kvien Brunvoll & Stein Urheim with Moskus: Barefoot in Bryophyte (Hubro 2024, mit Fredrik Luhr Dietrichson, Hans Hulbækmo)
- Christian Winther, Anja Lauvdal, Espen Reinertsen: Night As Day Day As Night (2025)